# 66 Maja
(66) Maja is een planetoïde in de planetoïdengordel met een straal van 71,8 km. De planetoïde werd ontdekt door Horace Tuttle op 9 april 1861.